# Буковица-Горня (Биелина)
Буковица-Горня (серб. Буковица Горња / Bukovica Gornja) — село в общине Биелина Республики Сербской Боснии и Герцеговины. Население составляет 393 человека по переписи 2013 года.